# Temnothorax gracilicornis
Temnothorax gracilicornis is een mierensoort uit de onderfamilie van de Myrmicinae. De wetenschappelijke naam van de soort is voor het eerst geldig gepubliceerd in 1882 door Emery.